# All-Ireland Senior Football Championship 1945
L'All-Ireland Senior Football Championship del 1945 fu l'edizione numero 59 del principale torneo irlandese di calcio gaelico. Cork si impose per terza volta, che sarebbe stata l'ultima per 34 anni.

## All-Ireland Championship

### Connacht
| 22 luglio 1945 Finale | Galway | 2-6 – 1-7 | Mayo | Roscommon (8.000 spett.) |

### Leinster
| 22 luglio 1945 Finale | Wexford | 1-9 – 1-4 | Offaly | Portlaoise |

### Munster
| 1945 Finale | Cork | 1-11 – 1-6 | Kerry |  |

### Ulster
| 29 luglio 1945 Finale | Cavan | 4-10 – 1-4 | Fermanagh | Clones (10.000 spett.) |

### All-Ireland Championship
| Dublino 12 agosto 1945 Semifinale | Cork | 2-12 – 2-8 | Galway | Croke Park (33.336 spett.) |

| Dublino 19 agosto 1945 Semifinale | Cavan | 1-14 – 0-5 | Wexford | Croke Park (44.526 spett.) |

| Dublino 23 settembre 1945 Finale | Cork | 2-5 – 0-7 | Cavan | Croke Park (67.329 spett.) |